# Gare de Pons
La gare de Pons est une gare ferroviaire française de la ligne de Chartres à Bordeaux-Saint-Jean, située sur le territoire de la commune de Pons, dans le département de la Charente-Maritime, en région Nouvelle-Aquitaine.
C'est une gare de la Société nationale des chemins de fer français (SNCF), desservie par des trains régionaux du réseau TER Nouvelle-Aquitaine.

## Situation ferroviaire
Établie à 21 mètres d'altitude, la gare de Pons est située au point kilométrique (PK) 515,687 de la ligne de Chartres à Bordeaux-Saint-Jean, entre les gares ouvertes de Beillant et celle nouvellement fermée de Clion-sur-Seugne. Elle est séparée de Beillant par les gares fermées de Montils - Colombiers et de Saint-Seurin - Lijardière et de Clion-sur-Seugne par celles fermées de Fléac-sur-Seugne et de Mosnac-sur-Seugne.
Ancienne gare de bifurcation, elle est l'origine de la ligne de Pons à Saujon, déclassée entre Pons et Gémozac, via Jazennes - Tanzac

## Histoire

### Une des plus anciennes gares de Saintonge
Sous l'impulsion de la Compagnie des Charentes, société à capitaux privés désireuse de désenclaver une région alors en pleine expansion économique, la ville de Pons est desservie par la voie ferrée vers la fin de l'année 1868 mais celle-ci ne sera ouverte à l'exploitation que quelques mois plus tard après l'ouverture de la gare de Pons en mars 1869.

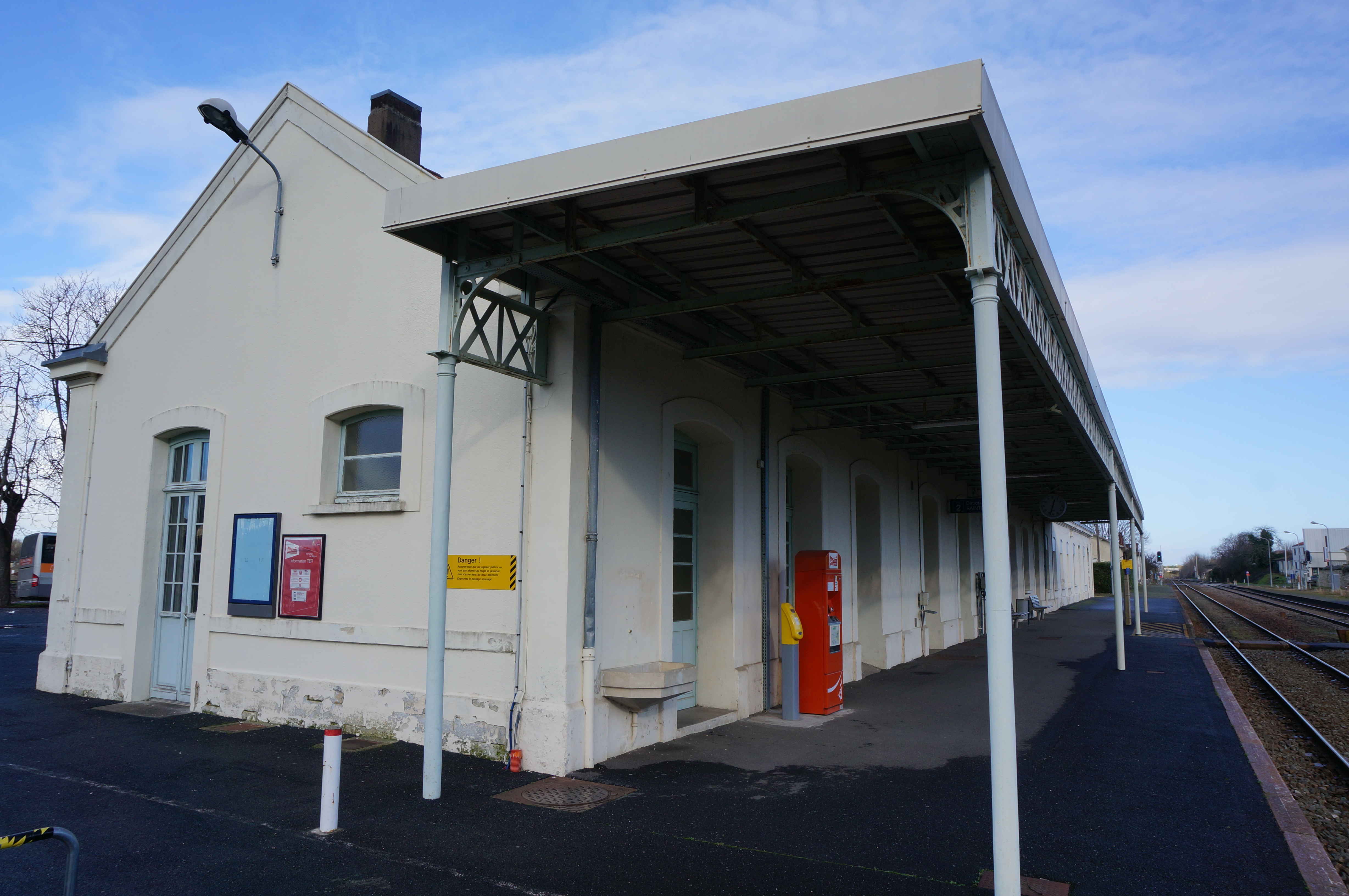
Bâtiment voyageurs, quais et voies, en regardant vers Saintes.

Implantée sur la rive droite de la Seugne, la gare est établie le long d'une voie ferrée qui longe la rivière sur sa rive droite depuis son entrée dans la petite commune de Fléac-sur-Seugne et, ce, jusqu'à Saintes. Les bâtiments de la toute nouvelle station ferroviaire sont achevés en quelques mois et c'est un édifice flambant neuf qui accueille les premiers passagers lors de l'ouverture de la ligne Saint-Sever-de-Saintonge - Pons (depuis la gare de Beillant) le 25 mars 1869. 
Dès lors, la commune de Pons peut être reliée de façon régulière à la ville voisine de Saintes, où sont concentrés les principaux services administratifs, les commerces et les entreprises.
Le 26 janvier 1870, la ligne est prolongée jusqu'à Jonzac, qui grâce à sa gare lui permet dorénavant de desservir ce petit centre économique et administratif du sud du département. Elle atteindra Bordeaux ultérieurement, permettant ainsi un accroissement du trafic des voyageurs généré par le tourisme balnéaire et une plus grande diversification de l'économie départementale.

### Un des principaux carrefours ferroviaires de la Charente-Inférieure
Après la période fastueuse du Second Empire où la ville a développé un nouveau quartier autour de sa nouvelle gare, Pons devient un actif carrefour ferroviaire pendant la IIIe République.
Une nouvelle voie ferrée la relie directement à Royan en 1875 alors que la principale ligne de chemin de fer, construite depuis Saintes, a été prolongée en direction de Bordeaux à partir d'octobre 1874.
Pons développe rapidement une importante activité de transit autant pour les voyageurs que pour les marchandises. Pour répondre aux besoins de plus en plus nombreux, la gare reçoit de nombreux équipements, dont des ateliers techniques pour l'entretien des locomotives, une prise d'eau et un réservoir pour les machines à vapeur. Les emprises ferroviaires au sol sont assez considérables, Pons étant une importante gare de triage qui reçoit de nombreux trains en provenance de Paris et de Bordeaux, ainsi que de Royan.
À partir de 1890, une nouvelle voie ferrée, construite par la Compagnie des chemins de fer économiques relie Pons à Barbezieux via Archiac, ce qui accroît notablement le rôle de carrefour ferroviaire de la ville et en fait un pôle économique particulièrement attractif en Saintonge.
Puis, toujours au début des années 1890, une autre ligne est construite par la même compagnie régionale reliant Pons à Mirambeau via Saint-Genis-de-Saintonge.
Avant la fin du XIXe siècle, Pons est au cœur d'une étoile ferroviaire à cinq branches dont les directions sont Saintes, Barbezieux, Bordeaux, Mirambeau et Royan.

### Le déclin de la fonction ferroviaire auXXesiècle
C'est à partir des années 1930 où la Charente-Inférieure possède alors la plus grande extension de son réseau ferroviaire que commence inexorablement le déclin ferroviaire de nombreuses gares dont celle de Pons.
Concurrencées de plus en plus durement par la route dont le développement du réseau et du trafic automobile s'accroit rapidement, les voies ferrées du département, surtout celles qui sont gérées par les petites compagnies, vont être successivement abandonnées, puis déposées.
Le trafic ferroviaire des voyageurs a commencé à décliner assez rapidement à la fin des années 1920 où les lignes de chemin de fer reliant Pons à Mirambeau et à Barbezieux ont été les premières à avoir été abandonnées, puis démantelées. Au lendemain de la Seconde Guerre mondiale, le rôle de carrefour ferroviaire de Pons avait pratiquement disparu et le "coup de grâce" est venu avec la fermeture de la section de voie ferrée entre Gémozac et Pons le 26 septembre 1976. La suppression de cette voie ferrée a sonné le glas des activités ferroviaires de la gare de Pons qui n'est plus aujourd'hui qu'une modeste station sur la ligne Nantes-Bordeaux.

### Architecture
La gare de Pons est un bâtiment relativement modeste, constitué d'un pavillon central à un étage, flanqué de deux ailes qui accueillent les services administratifs et, autrefois, un buffet-restaurant. Un auvent métallique couvre une partie des quais, protégeant les voyageurs des intempéries.

### Incendie de février 2016
Le 12 février 2016 vers 11 h 30, le hall d'accueil de la gare a été ravagé par un incendie dû à l'explosion d'un radiateur électrique. L'agent du guichet, alors seul présent, a subi quelques inhalations de fumées. Le sinistre a provoqué d'importants dégâts, notamment aux installations électriques, entrainant la nécessité de fermer l'un des deux passages à niveau automatiques au nord de la gare et de faire garder l'autre en permanence. Les trains passent et s'arrêtent en gare mais des perturbations sont prévisibles durant trois semaines, en raison du défaut de fonctionnement des signaux. Les voyageurs peuvent acheter leur titre de transport dans le train sans frais supplémentaires.

## Fréquentation
De 2015 à 2023, selon les estimations de la SNCF, la fréquentation annuelle de la gare s'élève aux nombres indiqués dans le tableau ci-dessous.
| Année     | 2015   | 2016   | 2017   | 2018   | 2019   | 2020   | 2021   | 2022   | 2023   |
| --------- | ------ | ------ | ------ | ------ | ------ | ------ | ------ | ------ | ------ |
| Voyageurs | 26 179 | 18 810 | 25 210 | 25 663 | 30 263 | 16 113 | 30 228 | 41 789 | 44 166 |

## Service des voyageurs

### Accueil
Un guichetier de la SNCF assure l'accueil de la clientèle dans le bâtiment voyageurs plusieurs fois par semaine. En outre, un distributeur automatique permettant l'achat des titres de transport est disponible.

### Desserte
Aujourd'hui, la gare de Pons accueille des trains TER Nouvelle-Aquitaine sur la ligne Bordeaux - Saintes - La Rochelle, permettant la desserte de l'agglomération et des communes rurales des alentours.
De plus, la gare de Pons est desservie par l'ex ligne TER, devenue R3 et reprise par la région Nouvelle Aquitaine "Angoulême-Jonzac-Pons" qui se fait uniquement par autocars avec un tarif unique de 2 euros quelle que soit la destination [réf. nécessaire]. Cette liaison routière qui est établie depuis la gare d'Angoulême jusqu'à celle de Pons permet la desserte des petites villes de Barbezieux-Saint-Hilaire en Charente et de Jonzac en Charente-Maritime.